# Paraspirotropis
Paraspirotropis é um gênero de gastrópodes pertencente a família Mangeliidae.

## Espécie
- Paraspirotropis simplicissima (Dall, 1907)